# Possenried
Possenried ist ein Ortsteil der Stadt Wertingen im schwäbischen Landkreis Dillingen an der Donau. Possenried wurde am 1. Juli 1972 als Ortsteil von Hirschbach in die Stadt Wertingen umgegliedert. Der Ort liegt einen Kilometer westlich von Hirschbach am Tal des Hohenreicher Mühlbachs. Der Ort hatte im Dezember 2022 136 Einwohner.

## Geschichte
Possenried wird erstmals 1294 als Possenrieth genannt. Die Herrschaft Hohenreichen war dominierende Grundherrschaft. Daneben waren Augsburger Klöster sowie das Kloster Weihenberg im Ort begütert.   

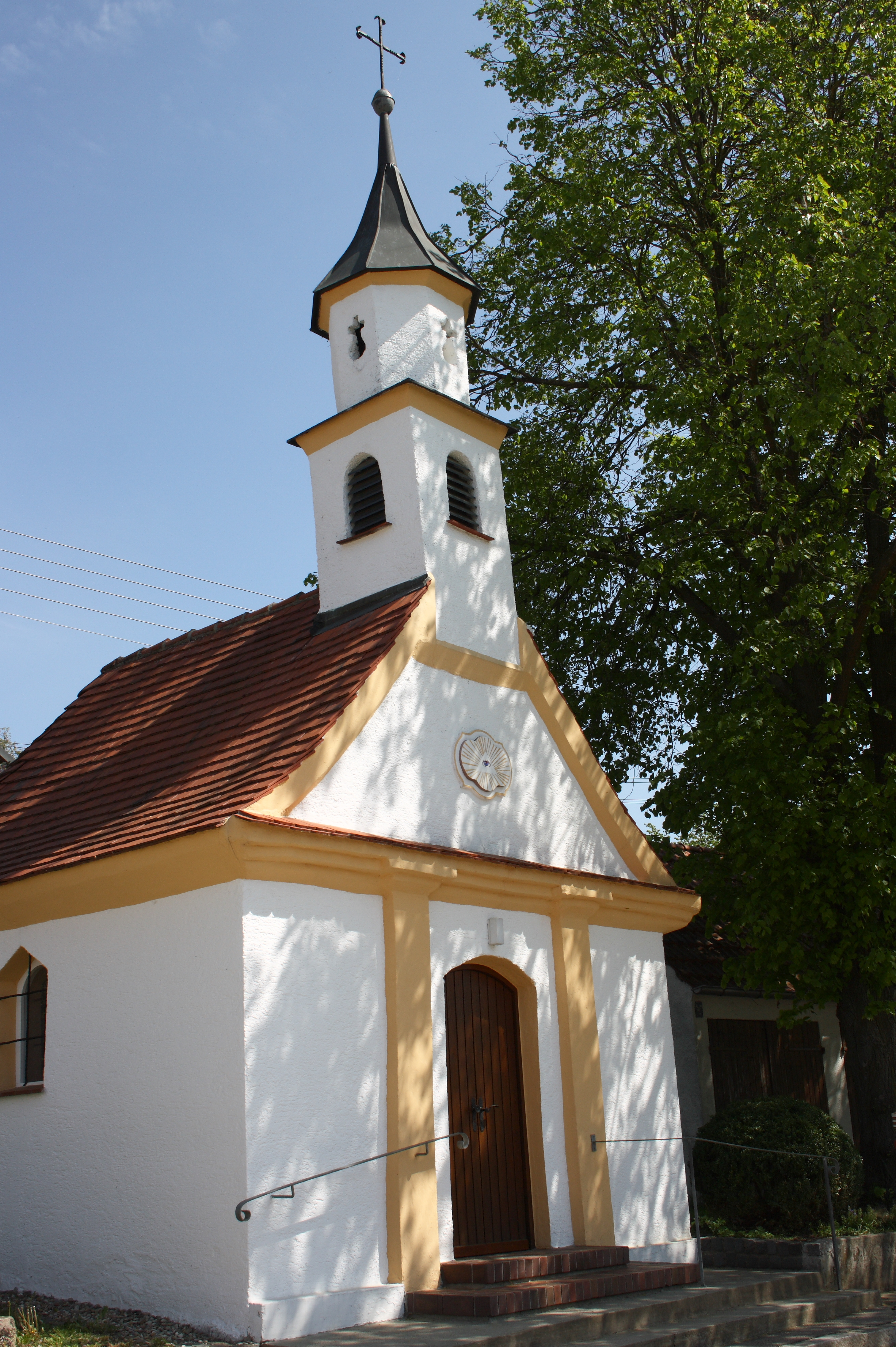
Marienkapelle in Possenried

## Religion
Possenried gehörte lange Zeit zu Pfarrei Bliensbach und wurde am 5. Dezember 1911 nach Hirschbach umgepfarrt. Die katholische Marienkapelle wurde um 1780 aus den Steinen der Burg Hohenreichen errichtet.
Siehe auch: Liste der Baudenkmäler in Possenried